# Bram Stoker
Abraham "Bram" Stoker, född 8 november 1847 i Clontarf norr om Dublin, död 20 april 1912 i London, var en irländsk-brittisk teaterchef och författare, idag mest känd för att ha skrivit skräckromanen Dracula (1897). Under sin livstid var han mer känd som manager för skådespelaren Henry Irving och som direktör vid Lyceum Theatre i London.

## Biografi
Bram Stoker föddes i Clontarf, en förort till Dublin, som son till Abraham Stoker och feministen Charlotte Mathilda Blake Thornley. En svår sjukdom under barndomen gav honom tid till reflektion, vilket han senare sade varit gynnsamt för hans utveckling till författare. Han studerade matematik vid Trinity College i Dublin 1864-70, och intresserade sig samtidigt för historia och filosofi, varför han blev medlem av olika sällskap.
Efter studierna blev han tjänsteman, och skrev artiklar för The Dublin Mail. 1878 gifte han sig med skönheten Florence Balcombe, som tidigare varit Oscar Wildes dam. De nygifta flyttade till London, och Stoker blev anställd av sin vän Henry Irving som direktör för Lyceum Theatre. Därigenom lärde han känna flera betydande författare, som James McNeil Whistler och Sir Arthur Conan Doyle, och möjlighet att se världen under teaterns turnéer.
Bram Stoker fick ett flertal slaganfall före sin död, han avled i sitt hem, George's Square nummer 26, den 20 april 1912. Enligt vissa biografskrivare avled han på grund av syfilis, andra påstod att han var överarbetad.

## Författarskap

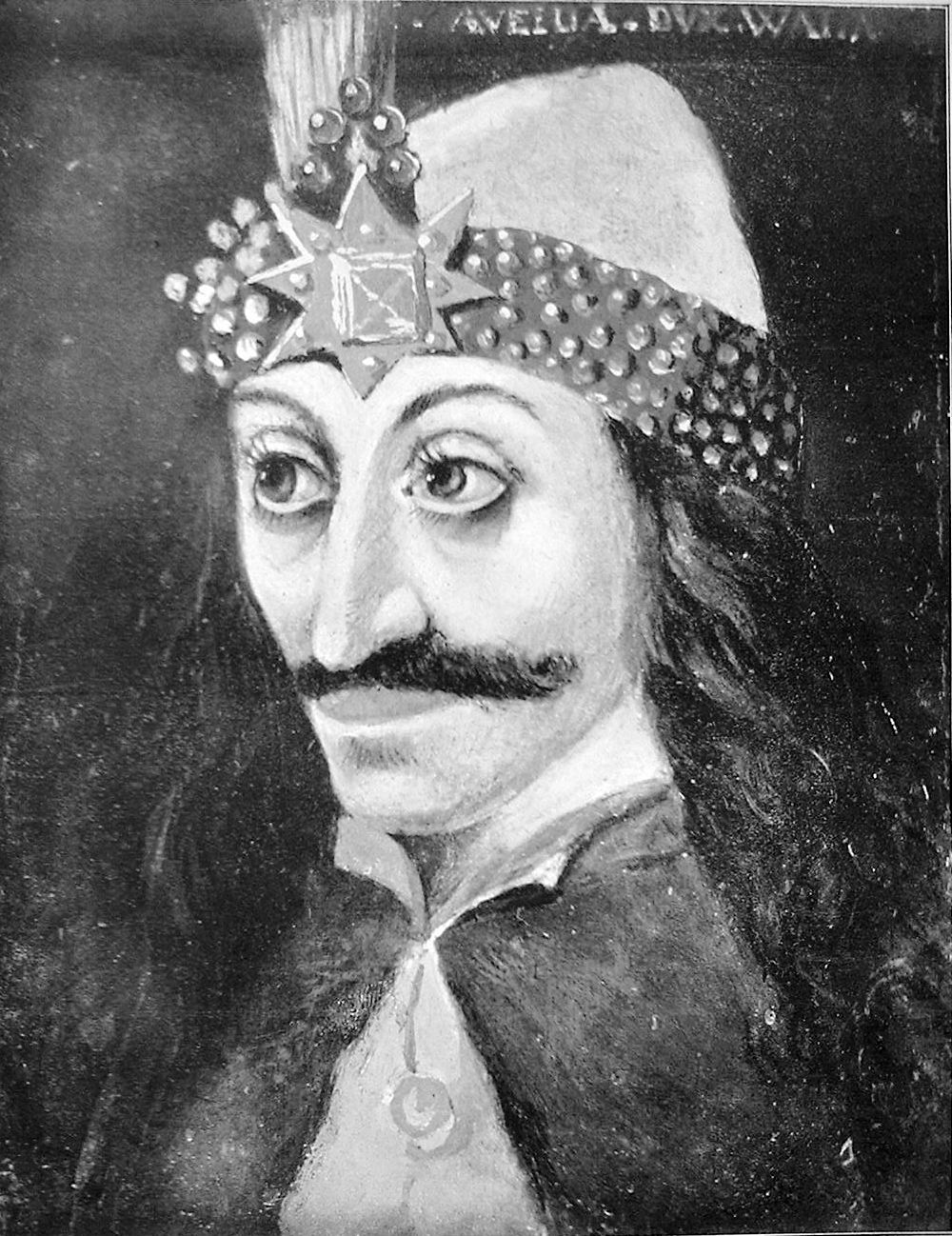
Vlad Ţepeş, Stokers historiska förebild då han skrev Dracula.

1875 debuterade Bram Stoker som författare med The Primrose Path. Därefter blev det fler romaner, vilka han kallade "sensationsromaner".
Därefter skrev han romanen om Dracula (1897). Boken blev ingen omedelbar succé, men blev med tiden allt mer populär och då ville Hollywood göra filmatiseringar. Den första draculafilmen var den tyska stumfilmen Nosferatu från 1922.
För att skriva Dracula krävdes flera års efterforskning i folklore och vampyrlegender.[källa behövs]